# Innocent Venus
Innocent Venus (イノセント・ヴィーナス?, Inosento Vīnasu) è un anime di fantascienza del 2006 composto da 12 episodi che narra le avventure di un gruppo di ribelli in un futuro postapocalittico.

## Trama
Nel 2010 una serie di giganteschi uragani devasta la Terra e mette in ginocchio la popolazione mondiale. Crollato l'ordine preesistente degli Stati, in Giappone il potere viene assunto con le armi dalla cosiddetta casta dei Logos, che sottomette il resto degli abitanti delle zone in cui ancora è possibile sopravvivere, chiamati Revenus. Attraverso l'uso di armi biotecnologiche i Logos mantengono il potere con la violenza. I Phantoms sono una squadra d'élite che guida con particolari armamenti (gli esoscheletri light e heavy warriors) questa schiacciante oppressione.
Anni dopo, nel 2035, Jo Katsuragi e Jin Tsurasawa disertano dai Phantoms portando con sé Sana Noto, una ragazzina impaurita, su cui i Logos avrebbero presto iniziato a sperimentare un qualche tipo di biotecnologia per creare esseri umani in grado di pilotare i robot sorpassando gli attuali limiti fisici.
I due, malgrado le loro intenzioni di proteggere Sana, il cui nome in codice è Venus, si uniscono alla ribellione contro i Logos finché un fatto inaspettato li divide e i loro obiettivi cambiano radicalmente.

## Personaggi

### Protagonisti

#### Jo
Ragazzo molto silenzioso ed introverso, è molto abile a combattere, e lo dimostra controllando un Gladiator durante l'attacco alla casa e uccidendo i soldati alla stazione. Sembra sapere qualcosa sul passato di Gora. Sana ha molta paura di lui, e quando lo vede si nasconde subito dietro Jin. Del suo passato non si sa molto, se non il fatto che è cresciuto tra i Levinas e che è entrato molto giovane a far parte dei Phantom. Nel periodo in cui faceva parte della squadra i suoi compagni erano terrorizzati da lui, poiché era unanimemente riconosciuto come il Phantom più pericoloso e letale di tutti, capace di uccidere a sangue freddo, e pertanto tenevano le distanze. Durante l'addestramento conobbe Jin, avvicinandosi a lui quando si rese conto che era l'unico a non provare paura nei suoi confronti. Ad un certo punto, in virtù della sua abilità, venne reclutato assieme a Jin nella unità d'Elite sotto il comandante Vikuro, e quando, qualche tempo dopo, venne affidato loro l'incarico di recuperare Venus, seguì Jin nella sua ribellione contro i Phantom. A differenza di quanto possa apparire, Jo è una persona molto sensibile, e lo prova il fatto che ogni volta che sale su di un Gladiator piange, poiché riesce a percepire le emozioni delle coscienze impiantate in quelle macchine

#### Jin
Ragazzo gentile e premuroso, si prende cura lui di Sana. È lui che l'ha salvata e medicata. Apparteneva ai Phantom, ma li ha traditi e ha preso Sana insieme a Jo. Figlio di un influente senatore della classe dei Logos coinvolto nel Progetto Vulcan, quando vide il suo mondo e il prestigio di famiglia crollare dopo l'assassinio del padre giurò di riprendersi tutto ciò che gli era stato tolto; per questo motimo entrò a far parte dei Phantom, che riteneva la via più facile per poter tornare a rivestire un giorno una posizione di potere. Nel mentre, però, era ossessionato anche dalle ricerche sui Gladiator in cui era coinvolto il padre, e sognava di scoprire fino a che punto potesse arrivare la tecnologia inerente a questa innovative macchine da guerra. Conobbe Jo durante un corso di addestramento, e quando lo vide capì subito che lui era il prototipo di soldato che gli serviva per soddisfare la sua curiosità: forte, infallibile, e all'apparenza senza emozioni. Per questo gli diventò amico, e assieme a lui organizzò il rapimento di Sana, cercando tra le altre cose di far crescere un legame tra Jo e la bambina cosicché l'amico ottenesse l'unica cosa che gli mancava per essere il soldato perfetto: uno scopo.

#### Sana
Bambina misteriosa che è stata salvata da Jo e Jin. Viene chiamata "Venus" dai Phantom. È paurosa e non sopporta molto Gora, che la chiama di continuo "Principessa". Negli episodi finali si viene a scoprire che è stata concepita in vitro tramite clonazione, e faceva parte di un gruppo di sette bambini creati al fine di poter impiantare i loro neuroni, e quindi la loro coscienza, nei Gladiator, così da creare una maggiore simbiosi tra pilota e veicolo. Sana però aveva qualcosa di speciale, e a prova di ciò durante il periodo delle sperimentazioni era solita trascorrere molto più tempo, più che nel laboratorio con gli altri bambini, con il capo del progetto, che credeva essere il suo vero padre. In seguito, non si sa bene come, dopo la morte improvvisa del genitore venne imbarcata su di un aereo per essere condotta fuori dalla zona di competenza dei Logos, e i Phantom inviarono una squadra per recuperarla. Della squadra facevano parte Jin e Jo, che nel bel mezzo dell'operazione uccisero il terzo uomo e portarono via la bambina con sé. Durante la fuga l'aereo venne colpito e un detrito minacciò di colpire Sana, che però venne salvata da uno dei due ragazzi (credeva fosse stato Jin, alla fine però scoprirà che era stato Jo).

#### Gora
Ragazzino che viaggia con Jo e Jin. È un vigliacco e un bugiardo, e si diverte molto a spaventare o a far arrabbiare Sana. È un pirata.

### Phantoms

#### Lenny Vikuro
Vice-comandante delle forze Phantoms. Sembra intelligente e decisa.

#### Steve
È l'uomo calvo con una cicatrice sulla testa. Sembra molto più razionale dei suoi compagni.

### Pirati
Chiamati anche Wakou, Rapiscono Jin e Sana. Toraji, il loro capo sembra gentile, e capisce subito che Jin faceva parte dei Phantom. Gora è uno di loro.

#### Toraji
Capo dei pirati, ha un grande intuito e capisce subito che Jo e Jin erano Phantom e che Sana ha un ruolo di qualche grande importanza. Nonostante ciò confonde spesso Hee-Jin con un'altra ragazza, Ouji. La sua figura, sia per l'aspetto che per il carattere, ricorda un po' Jack Sparrow.

#### Hee-Jin
Muscolosissima ragazza di colore, si dimostra molto gentile con Sana.

## Episodi
| Nº | Titolo italiano Giapponese 「Kanji」 - Rōmaji | In onda           | In onda |
| Nº | Titolo italiano Giapponese 「Kanji」 - Rōmaji | Giapponese        |         |
| 1  | Inferno 「奈落」 - Naraku                     | 26 luglio 2006    |         |
| 2  | Mente pericolosa 「凶気」 - Kyōki             | 2 agosto 2006     |         |
| 3  | Pirati 「倭寇」 - Wakō                        | 9 agosto 2006     |         |
| 4  | Invasione 「襲来」 - Shūrai                   | 16 agosto 2006    |         |
| 5  | Duetto 「連弾」 - Rendan                      | 23 agosto 2006    |         |
| 6  | Furia 「暴走」 - Bōsō                         | 13 settembre 2006 |         |
| 7  | Strategia 「策謀」 - Sakubō                   | 20 settembre 2006 |         |
| 8  | Perdita 「喪失」 - Sōshitsu                   | 27 settembre 2006 |         |
| 9  | Aiuto 「救済」 - Kyūsai                       | 4 ottobre 2006    |         |
| 10 | Determinazione 「決意」 - Ketsui              | 11 ottobre 2006   |         |
| 11 | Venus 「美神」 - Bijin                        | 18 ottobre 2006   |         |
| 12 | Il Mondo 「世界」 - Sekai                     | 25 ottobre 2006   |         |

## Sigle
- Apertura - Noble Roar di Yousei Teikoku
- Chiusura - Brand New Reason di Fleet